# Nakapiripirit
Nakapiripirit  este un oraș  în  Uganda. Este reședinta  districtului Nakapiripirit.